# Kommandant der Seeverteidigung Peloponnes
Der Kommandant der Seeverteidigung Peloponnes, kurz Seekommandant Peloponnes, war ein regionaler Küstenbefehlshaber der deutschen Kriegsmarine im Zweiten Weltkrieg.

## Geschichte
Der Seekommandant Peloponnes wurde im August 1943 in Kalamata, welches bis dahin italienisch besetzt war, aufgestellt. Der Sitz der Dienststelle war in Kalamata. Die Unterstellung erfolgte unter den Admiral Ägäis. Der Befehlsbereich erstreckte sich über den Peloponnes bis zum Kanal von Korinth. Lediglich der Küstenstreifen nordwestlich des Peloponnes mit der Stadt Patras gehörte nicht dazu.
Die Einheiten der Dienststelle kamen gegen Partisanen zum Einsatz.
Als im September 1944 die deutschen Truppen das Gebiet räumten, wurde die Dienststelle aufgelöst. Am 6. September 1944 heißt es dazu im Kriegstagebuch der Seekriegsleitung:

„Personal auf Peloponnes wird 41.I.D. zur Verüfügung gestellt. Batterien werden zerstört. Sprengung Hafen Navarino ist wegen Munitionsversager mißlungen, Räumung Kalamata voraussichtlich 5/9 beendet. S-Bootsstützpunkt ist mit allem Gerät zerstört. KS-Plotte verlegt nach Monemvasia.“

Und am 14. September 1944:

„Auf dem Peloponnes sind Hakos Havarino, Kulamata und Gythion aufgelöst. Verteidigungsabschnitt Nauplia-Bucht wird nach Zerstörung und Verseuchung des Hafens geräumt. Admiral Ägäis ist mit Seeüberwachung beauftragt. Geschütze der Battr. 7/609 an Westseite der Nauplia-Bucht sind gesprengt.“

Am 17. September 1944 verlegte der Seekommandant Peloponnes mit der 41. Infanterie-Division nach Megara. Mit dem Beginn der Räumung Monemvasia ab dem 21. September 1944 wurde der Seekommandant Peloponnes aufgelöst.
Einziger Seekommandant war der Kapitän zur See Horst Gerlach, ehemaliger Kommandant der Seeverteidigung R und später Kommandant der Seeverteidigung von Nordholland.

## Unterstellte Dienststellen und Verbände
Dem Seekommandanten waren folgende Verbände und Dienststellen unterstellt:
- Marine-Artillerie-Abteilung 609
- Küstenschutzflottille Pelopennes, ab April 1944
- Hafenkommandant Navarino mit Hafenkompanie
- Hafenkommandant Kalamata mit Hafenkompanie
- Hafenkommandant Nauplia mit Hafenkompanie
- Hafenkommandant Monemvasia mit Hafenkompanie